# 펀치 (잡지)

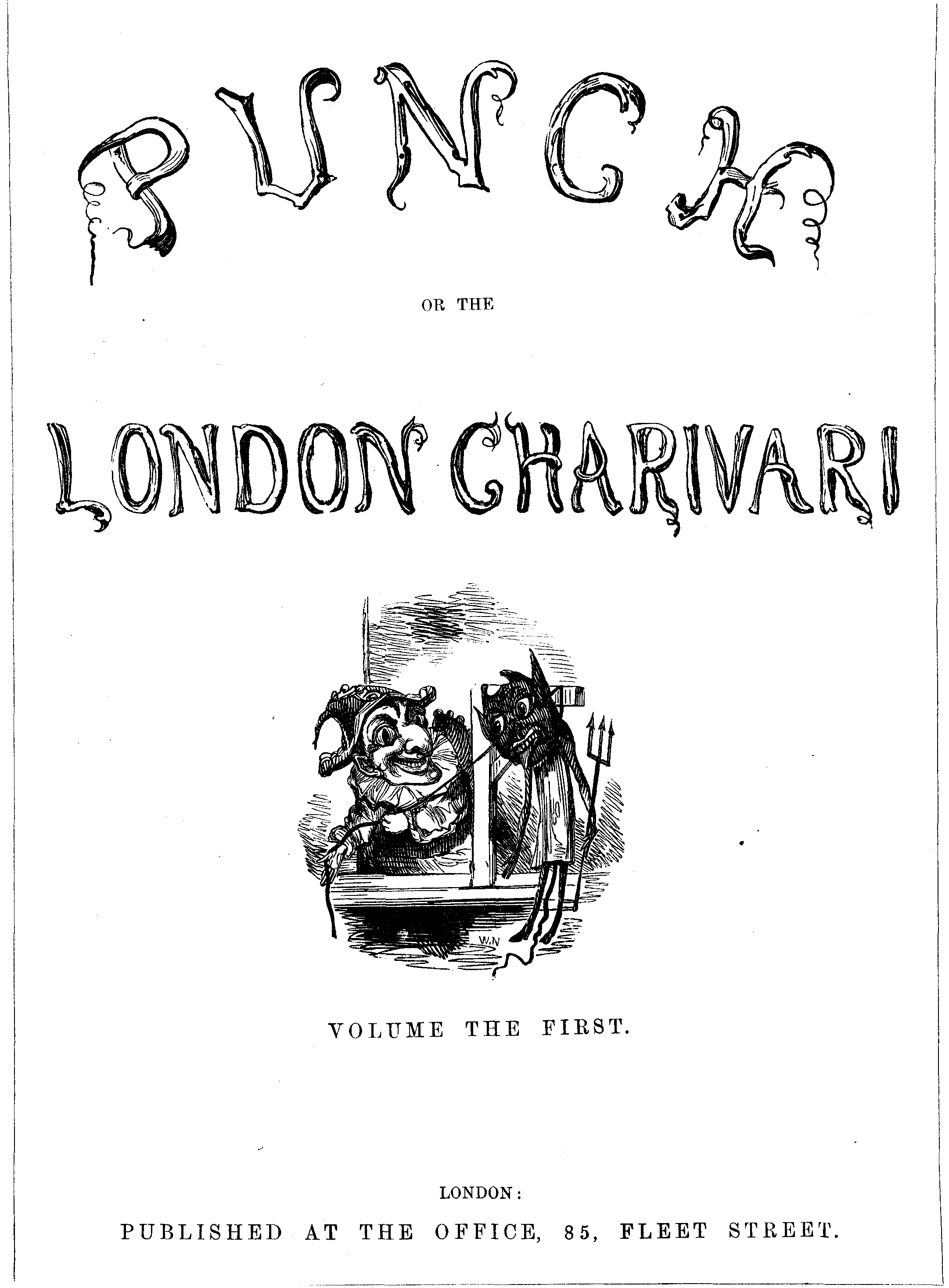

《펀치》(영어: Punch)는 헨리 메이휴와 마크 레몬, 목판화가 에비네저 랜들스에 의해 1841년 7월 17일에 창간된 영국의 주간 풍자 만화 잡지이다. 2002년 5월 폐간될 때까지 발행되었다.